# ويليام تيسيلو
ويليام تيسيلو (بالإسبانية: William Tesillo)‏ (2 فبراير 1990 بارانكيا كولومبيا - ) هو لاعب كرة قدم كولومبي، شارك في كرة القدم في الألعاب الأولمبية الصيفية 2016.

## وصلات خارجية
ويليام تيسيلو على موقع إي إس بي إن إف سي (الإنجليزية)
- ويليام تيسيلو على موقع قاعدة بيانات كرة القدم.إي يو (الإنجليزية)
- ويليام تيسيلو على موقع ناشيونال فوتبول تيمز (الإنجليزية)
- ويليام تيسيلو على موقع Soccerway.com (الإنجليزية)
- ويليام تيسيلو على موقع أوليمبيديا (الإنجليزية)
- ويليام تيسيلو على موقع AS.com (الإسبانية)